# Веселбуренер Дајххаузен
Веселбуренер Дајххаузен (њем. Wesselburener Deichhausen) општина је у њемачкој савезној држави Шлезвиг-Холштајн. Једно је од 115 општинских средишта округа Дитмаршен. Према процјени из 2010. у општини је живјело 139 становника. Посједује регионалну шифру (AGS) 1051128.

## Географски и демографски подаци
Веселбуренер Дајххаузен се налази у савезној држави Шлезвиг-Холштајн у округу Дитмаршен. Општина се налази на надморској висини од 2 метра. Површина општине износи 5,1 km². У самом мјесту је, према процјени из 2010. године, живјело 139 становника. Просјечна густина становништва износи 27 становника/km².